# 2020 en badminton
| Années du badminton : 2017 - 2018 - 2019 - 2020 - 2021 - 2022 - 2023    |
| Décennies du badminton : 1990 - 2000 - 2010 - 2020 - 2030 - 2040 - 2050 |

Cet article présente les faits marquants de l'année 2020 en badminton.

## Évènements

### Jeux olympiques
- Badminton aux Jeux olympiques d'été de 2020
  - Double dames de badminton aux Jeux olympiques d'été de 2020
  - Simple dames de badminton aux Jeux olympiques d'été de 2020
  - Double hommes de badminton aux Jeux olympiques d'été de 2020
  - Simple hommes de badminton aux Jeux olympiques d'été de 2020
  - Double mixte de badminton aux Jeux olympiques d'été de 2020

### Jeux paralympiques
- Badminton aux Jeux paralympiques d'été de 2020